# Shenzhou 19
Shenzhou 19 är en bemannad flygning med en kinesisk rymdfarkost av typen Shenzhou. Den sköts upp med en Chang Zheng 2F/G raket från Jiuquans satellituppskjutningscenter i Inre Mongoliet den 29 oktober 2024. Några timmar efter uppskjutningen dockade farkosten med den kinesiska rymdstationen Tiangong.
Under flygningen genomförde man två rymdpromenader.
Farkosten lämnade rymdstationen den 29 april 2025. Några timmar senare återinträdde den i jordens atmosfär och landade i Inre Mongoliet.

## Besättning
| Befälhavare    | Cai Xuzhe Hans andra rymdfärd      |
| Flygingenjör 1 | Song Lingdong Hans första rymdfärd |
| Flygingenjör 2 | Wang Haoze Hennes första rymdfärd  |